# 10476 Los Molinos
10476 Los Molinos eller 1981 EY38 är en asteroid i huvudbältet som upptäcktes den 2 mars 1981 av den amerikanska astronomen Schelte J. Bus vid Siding Spring-observatoriet. Den är uppkallad efter Los Molinos-observatoriet i Uruguay.
Asteroiden har en diameter på ungefär 3 kilometer.